# Kostel svatého Bartoloměje (Žandov)
Kostel svatého Bartoloměje v Žandově u České Lípy je římskokatolický farní kostel v Žandově v okrese Česká Lípa. Původně gotický kostel ze 13. století, přestavěný barokně v první polovině 18. století, náleží pod správu římskokatolické farnosti v Žandově. Kostel je chráněn jako kulturní památka.

## Historie

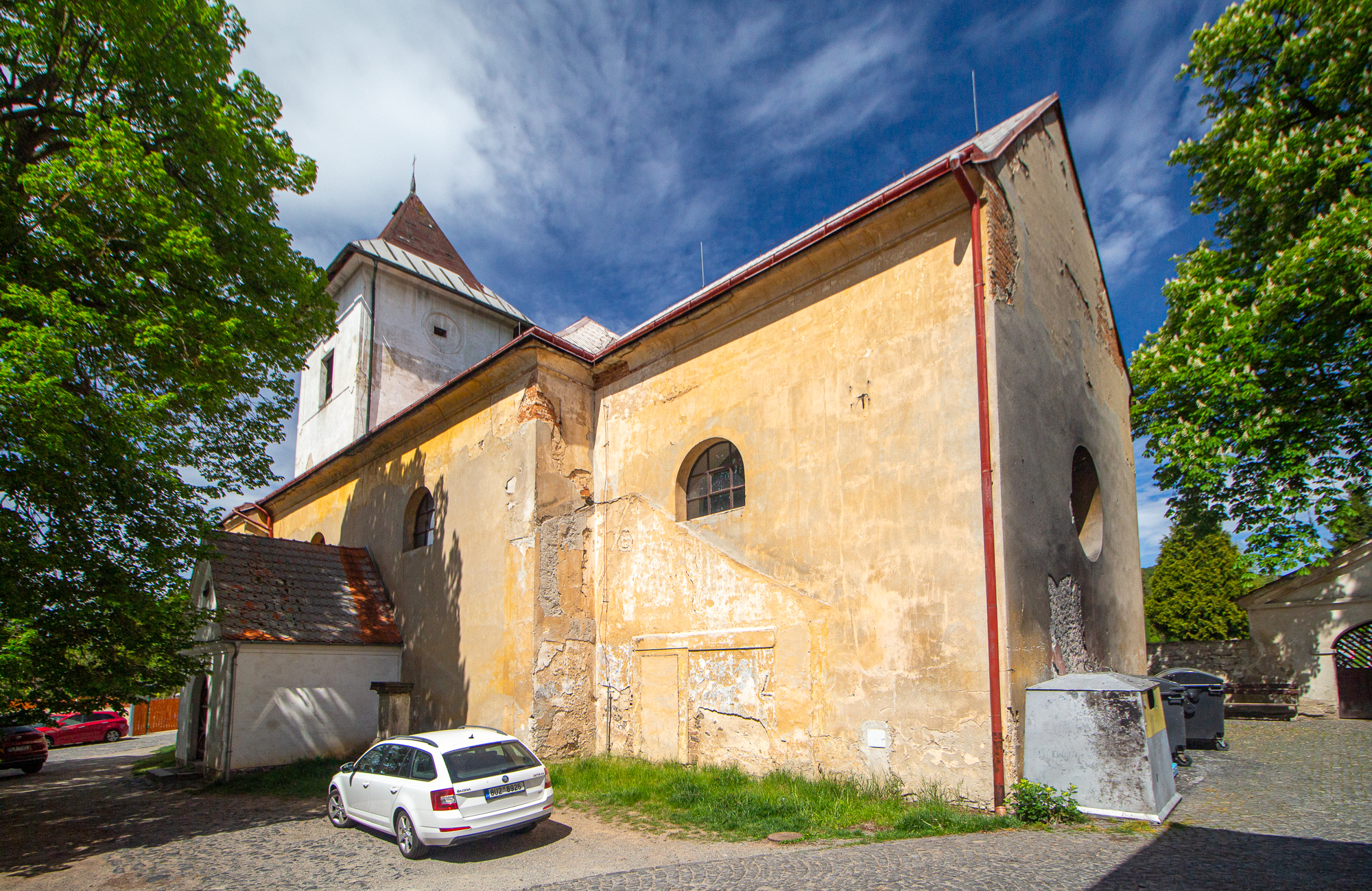
Kostel od jihovýchodu

Kostel byl vybudován v gotickém slohu ve druhé polovině 13. století, přebudován byl v roce 1540. V roce 1682 došlo v kostele ke krveprolití, načež byl nad městečkem vyhlášen interdikt a kostel byl devět měsíců uzavřen. Poté došlo k jeho novému vysvěcení, zůstal však filiálním k hornopolickému arciděkanství. Zpět na farní byl povýšen až v roce 1924.
Duchovní správci kostela jsou uvedeni na stránce: Římskokatolická farnost Žandov.

### Architektura
Současná barokní podoba je z roku 1775, základy jsou gotické. Dříve zde stál kostel z roku 1341. V roce 1975 střecha věže s cibulovou bání shořela a byla nahrazena jehlancovou.
Kostel je zanedbaný, a proto město požádalo v roce 2010 o grant k jeho opravě. V rámci grantu byl proveden stavebněhistorický průzkum, při němž byl odhalen gotický portál do lodi.
Za kostelem na severní straně je hřbitov.

## Galerie

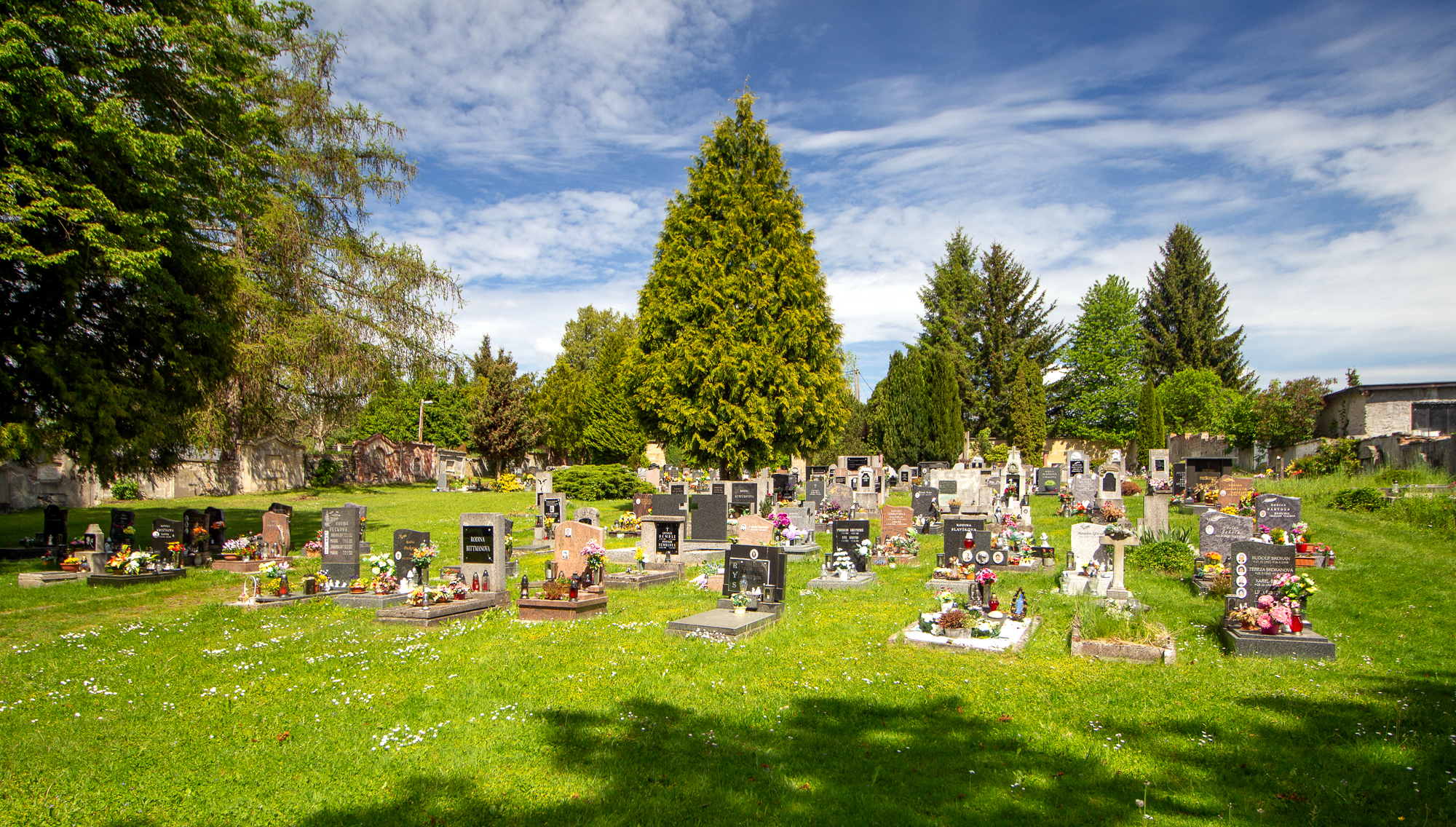
Hřbitov u kostela
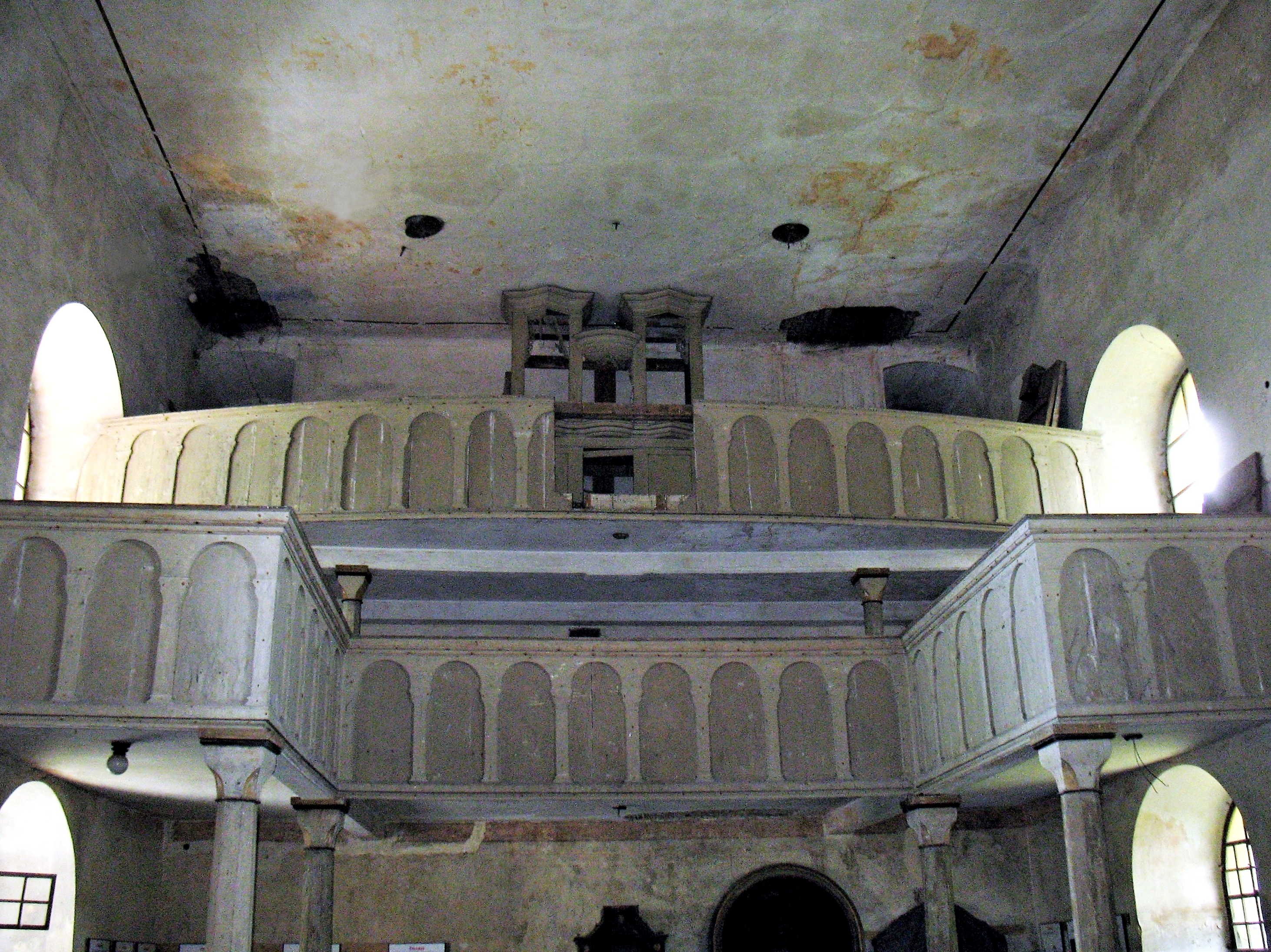
Pohled na kůr
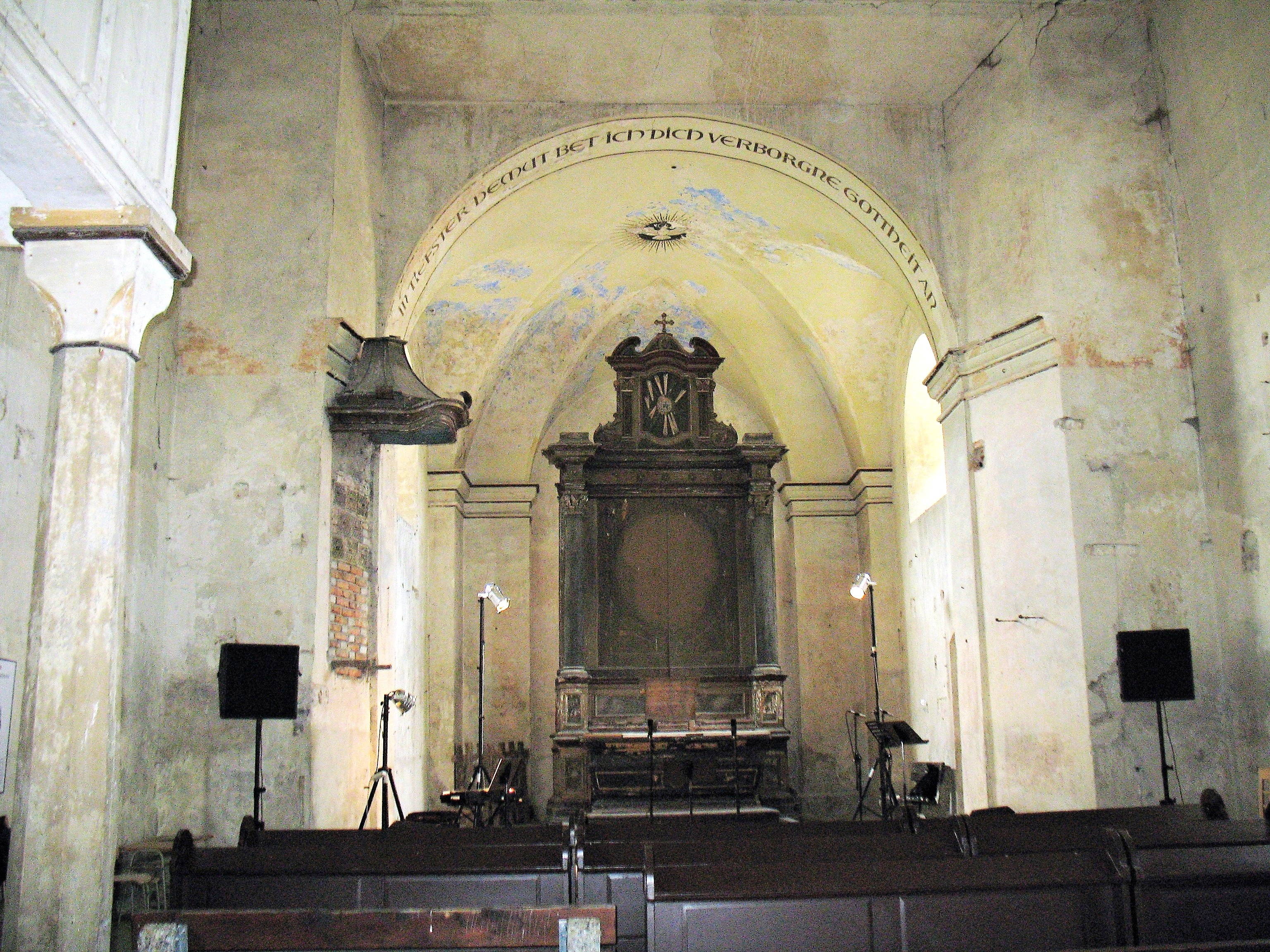
Hlavní oltář a pozůstatky kazatelny
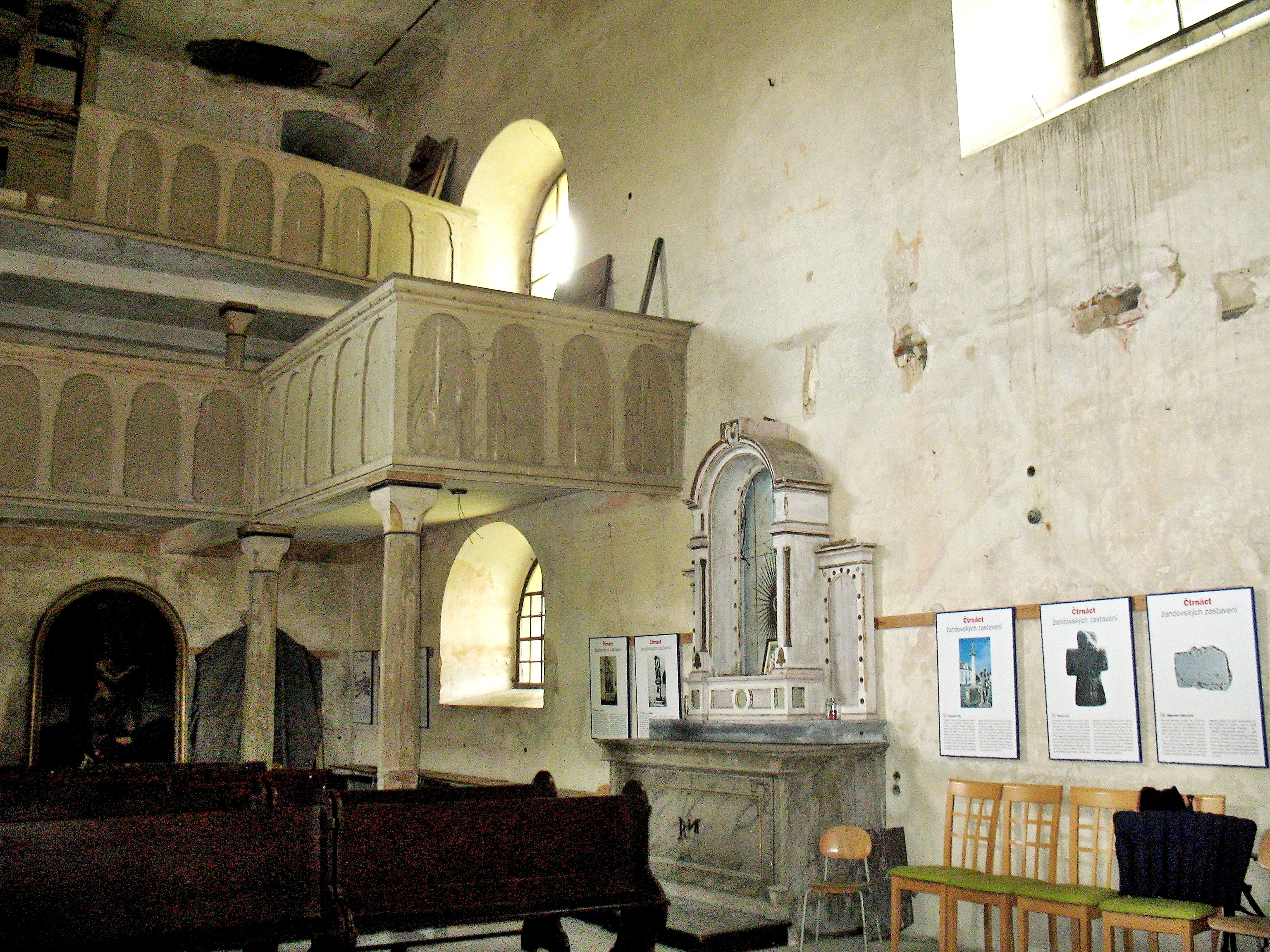
Severní stěna kostela
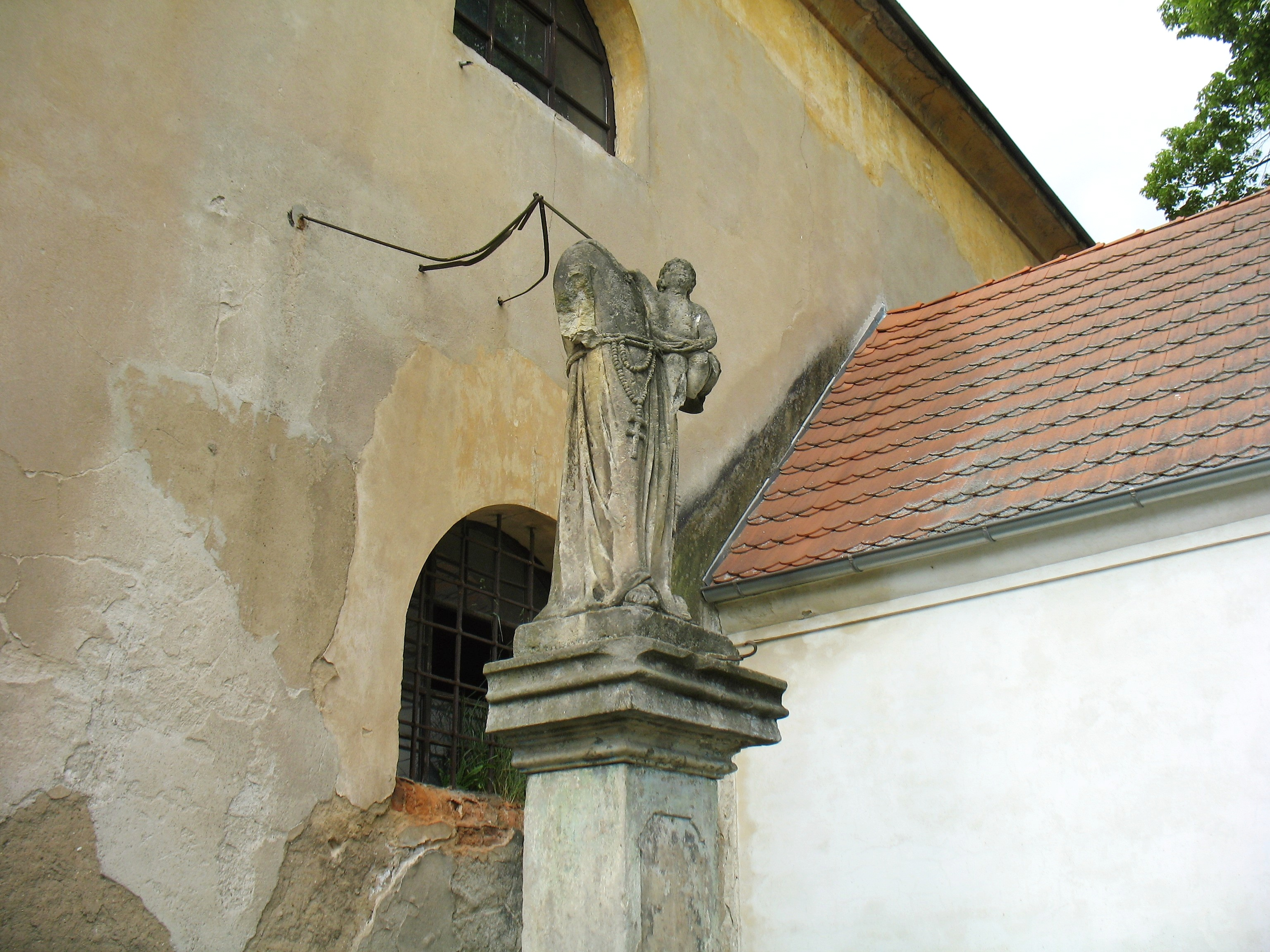
Torzo sochy sv. Antonína Paduánského před kostelem
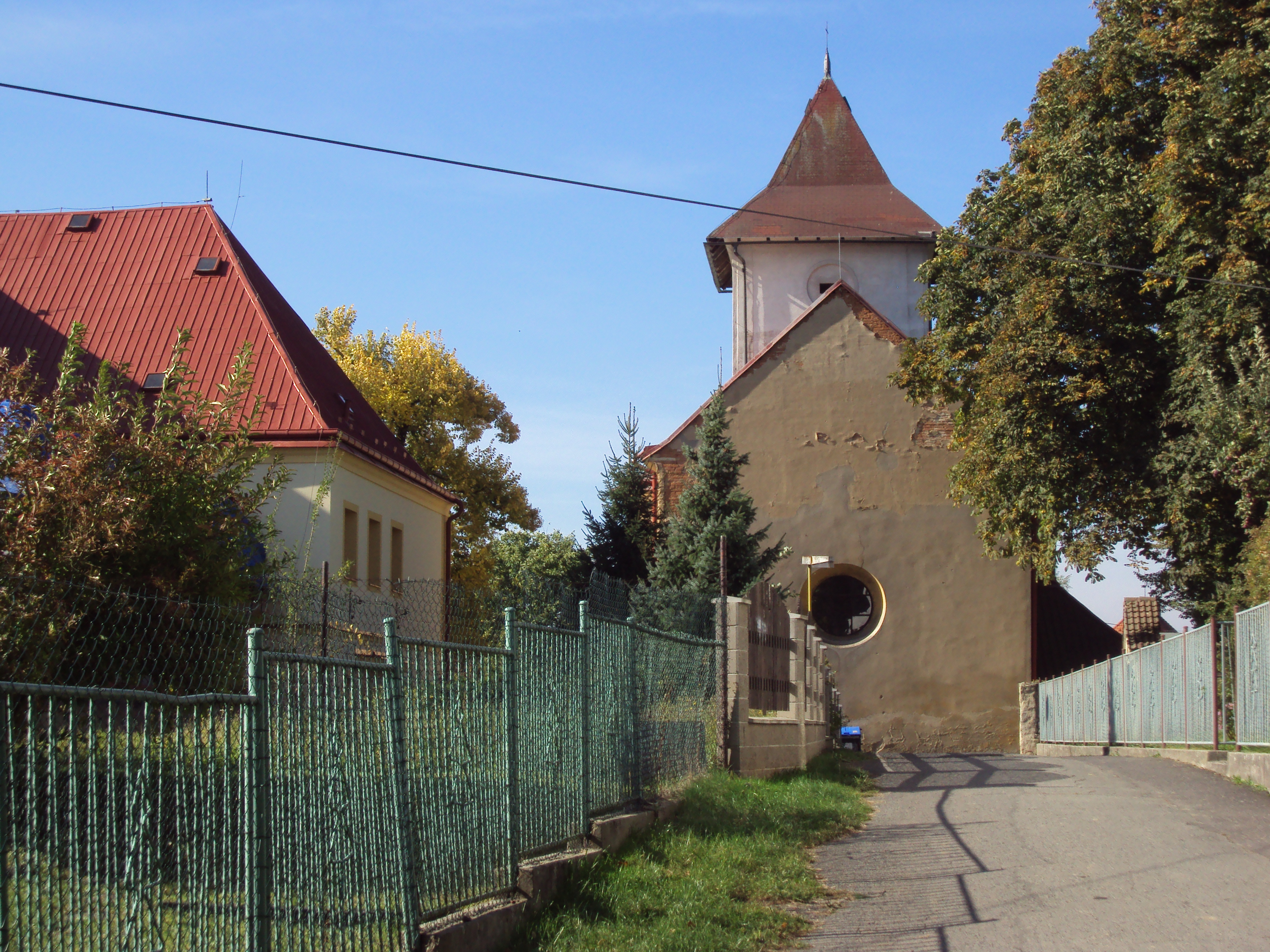
Kostel od východu